# Liste des méga montagnes russes
Sont considérées comme méga montagnes russes les installations qui mesurent entre 200 et 299 pieds (soit environ entre 61 et 91 mètres), avec ou sans inversions.
La première attraction de ce type fut Magnum XL-200, à Cedar Point, en 1989.
Le terme hyper montagnes russes est également utilisé pour cette classification, mais son usage est ambigu puisqu’il désigne aussi un type de montagnes russes dont la descente dépasse les 61m et ne possédant aucune inversion.

## Liste des attractions de ce type

### Montagnes russes à circuit fermé
| Nom                                                                    | Parc                             | Pays        | Constructeur                          | Date d'ouverture    | Photo |
| ---------------------------------------------------------------------- | -------------------------------- | ----------- | ------------------------------------- | ------------------- | ----- |
| Magnum XL-200                                                          | Cedar Point                      | États-Unis  | Arrow Dynamics                        | 1989 le 6 mai       |       |
| Desperado                                                              | Buffalo Bill's                   | États-Unis  | Arrow Dynamics                        | 1994 le 14 mai      |       |
| Big One                                                                | Pleasure Beach, Blackpool        | Royaume-Uni | Arrow Dynamics                        | 1994 le 28 mai      |       |
| Wild Thing                                                             | Valleyfair!                      | États-Unis  | D. H. Morgan Manufacturing            | 1996 le 11 mai      |       |
| Fujiyama                                                               | Fuji-Q Highland                  | Japon       | Togo                                  | 1996 en juillet     |       |
| Big Apple Coaster Anciennement Manhattan Express et The Roller Coaster | New York-New York Hotel & Casino | États-Unis  | Togo                                  | 1997 le 3 janvier   |       |
| Steel Force                                                            | Dorney Park & Wildwater Kingdom  | États-Unis  | D. H. Morgan Manufacturing            | 1997 le 30 mai      |       |
| Mamba                                                                  | Worlds of Fun                    | États-Unis  | D. H. Morgan Manufacturing            | 1998 le 18 avril    |       |
| Apollo's Chariot                                                       | Busch Gardens Williamsburg       | États-Unis  | Bolliger & Mabillard                  | 1999 le 27 mars     |       |
| Raging Bull                                                            | Six Flags Great America          | États-Unis  | Bolliger & Mabillard                  | 1999 le 1er mai     |       |
| Ride of Steel                                                          | Six Flags Darien Lake            | États-Unis  | Intamin                               | 1999 le 15 mai      |       |
| Goliath                                                                | Six Flags Magic Mountain         | États-Unis  | Giovanola                             | 2000 le 11 février  |       |
| Superman the Ride Anciennement Bizarro                                 | Six Flags New England            | États-Unis  | Intamin                               | 2000 le 5 mai       |       |
| Superman - Ride Of Steel                                               | Six Flags America                | États-Unis  | Intamin                               | 2000 le 13 mai      |       |
| Son of Beast                                                           | Kings Island                     | États-Unis  | Roller Coaster Corporation of America | 2000 le 26 mai      |       |
| Nitro                                                                  | Six Flags Great Adventure        | États-Unis  | Bolliger & Mabillard                  | 2001 le 7 avril     |       |
| Titan                                                                  | Six Flags Over Texas             | États-Unis  | Giovanola                             | 2001 le 27 avril    |       |
| Expedition GeForce                                                     | Holiday Park                     | Allemagne   | Intamin                               | 2001 le 18 juin     |       |
| Silver Star                                                            | Europa-Park                      | Allemagne   | Bolliger & Mabillard                  | 2002 le 23 mars     |       |
| Xcelerator                                                             | Knott's Berry Farm               | États-Unis  | Intamin                               | 2002 le 22 juin     |       |
| Thunder dolphin                                                        | Tokyo Dome City Attractions      | Japon       | Intamin                               | 2003 le 1er mai     |       |
| Superman el Último Escape                                              | Six Flags Mexico                 | Mexique     | D. H. Morgan Manufacturing            | 2004 le 19 novembre |       |
| SheiKra                                                                | Busch Gardens Tampa              | États-Unis  | Bolliger & Mabillard                  | 2005 le 21 mai      |       |
| Stealth                                                                | Thorpe Park                      | Royaume-Uni | Intamin                               | 2006 le 15 mars     |       |
| Goliath                                                                | Six Flags Over Georgia           | États-Unis  | Bolliger & Mabillard                  | 2006 le 1er avril   |       |
| Zaturn                                                                 | Space World                      | Japon       | Intamin                               | 2006 le 29 avril    |       |
| Eejanaika                                                              | Fuji-Q Highland                  | Japon       | S&S Arrow                             | 2006 le 19 juillet  |       |
| Griffon                                                                | Busch Gardens Williamsburg       | États-Unis  | Bolliger & Mabillard                  | 2007 le 18 mai      |       |
| Behemoth                                                               | Canada's Wonderland              | Canada      | Bolliger & Mabillard                  | 2008 le 4 mai       |       |
| Diamondback                                                            | Kings Island                     | États-Unis  | Bolliger & Mabillard                  | 2009 le 18 avril    |       |
| Diving Coaster                                                         | Happy Valley Shanghai            | Chine       | Bolliger & Mabillard                  | 2009 le 16 août     |       |
| Intimidator                                                            | Carowinds                        | États-Unis  | Bolliger & Mabillard                  | 2010 le 27 mars     |       |
| Wild Eagle                                                             | Dollywood                        | États-Unis  | Bolliger & Mabillard                  | 2012 le 24 mars     |       |
| Shambhala                                                              | PortAventura Park                | Espagne     | Bolliger & Mabillard                  | 2012                |       |
| Skyrush                                                                | Hersheypark                      | États-Unis  | Intamin                               | 2012                |       |

### Montagnes russes navette
| Nom                           | Parc                      | Pays       | Constructeur              | Date d'ouverture              | Photo |
| ----------------------------- | ------------------------- | ---------- | ------------------------- | ----------------------------- | ----- |
| Batman and Robin: The Chiller | Six Flags Great Adventure | États-Unis | Premier Rides             | 1998 Fermé en 2007            |       |
| Mr. Freeze                    | Six Flags St. Louis       | États-Unis | Premier Rides             | 1998                          |       |
| Mr. Freeze                    | Six Flags Over Texas      | États-Unis | Premier Rides             | 1998                          |       |
| Moonsault Scramble            | Fuji-Q Highland           | Japon      | Meisho Amusement Machines | 1983 le 24 juin Fermé en 2000 |       |